# سیمونه اسکوفت
سیمونه اسکوفت (ایتالیایی: Simone Scuffet؛ زادهٔ ۳۱ مهٔ ۱۹۹۶) بازیکن فوتبال اهل ایتالیا است.